# C'est bien meilleur le matin

C'est bien meilleur le matin était une émission matinale de radio animée par René Homier-Roy de 1998 à 2013. Elle était diffusée de 5 h à 9 h du lundi au vendredi sur les ondes de la région montréalaise de la Première Chaîne de Radio-Canada. L'émission C'est pas trop tôt, animée par Marie-France Bazzo, a pris le relais à l'automne 2013.

## Les collaborateurs de l'émission
Tous les matins, plusieurs collaborateurs entouraient l'animateur René Homier-Roy, dont :  
- Yves Désautels (circulation)
- Jean-François Poirier (sports)
- Véronique Mayrand (météo)
- Philippe Marcoux (revue de presse)
- Stéphane Leclair (culture)

Au fil des ans, l'équipe entourant René Homier-Roy a subi des changements. Pauline Martin a été la "Miss Météo" de cette émission durant cinq ans, mais a décidé de quitter pour poursuivre sa carrière de comédienne. Quant à François Gagnon, qui était aux sports, il écrit dorénavant dans La Presse,  où il suit les Canadiens de Montréal. Catherine Perrin, Annie-Soleil Proteau, Rebecca Makonnen, les regrettées Marie-Hélène Roy et Valérie Letarte (culture) et Claude Quenneville (sports) ont aussi collaboré à l'émission quotidiennement avant de poursuivre leurs carrières en animant leurs propres émission de télévision et de radio.
Pendant 22 ans, la revue de presse matinale a été assurée par Marc Laurendeau. À l'automne 2010, il est devenu chroniqueur hebdomadaire. 
Pierre Verville collaborait aussi à l'émission depuis ses débuts. Il présentait des capsules humoristiques reliées à l'actualité.

## Les rubriques régulières
On retrouvait des rubriques régulières à C'est bien meilleur le matin. En voici quelques exemples: 
- Chronique internationale (vers 5 h 25) : entrevue avec un correspondant ou un collaborateur de Radio-Canada qui vit en Europe, en Asie, en Australie,en Afrique ou en Amérique du Sud. En plus de nous rapporter un événement d'actualité, le collaborateur proposait un choix de chanson et participait à un tour de table pour présenter le grand titre d'actualité du jour, l'exploit sportif du jour et la météo dans sa ville

- Chanson des aurores (vers 5 h 50) : une chanson choisie par un auditeur

- 2 rubriques économiques (vers 6 h 55 et 7 h 55) : les nouvelles du jour et la bourse présentées par Andrée-Anne St-Arnaud et l'analyse du jour par Michèle Boisvert, journaliste à La Presse

- Rubrique judiciaire présentée par Isabelle Richer (mercredi) et rubrique municipale avec Davide Gentile (vendredi)

- Commentaires politiques (7 h 15 et 7 h 40) par Chantal Hébert (lundi), André Pratte (mardi), Michel David (jeudi)

- Rubrique linguistique (vers 6 h 10 les vendredis) : chronique de Guy Bertrand, conseiller linguistique à Radio-Canada. Surnommé par ses collègues l'Ayatollah de la langue, il donne des conseils sur la langue et reprend avec humour les erreurs entendues sur les ondes

C'est bien meilleur le matin comptait aussi parmi ses chroniqueurs réguliers : Nancie Ferron (consommation - mardi, 8 h 35), Francois Cardinal (environnement - mercredi, 8 h 35), Dr Georges Lévesque (santé - jeudi, 8 h 35) et Jean-René Dufort alias Infoman (vendredi, 8 h 35). Sans oublier Pierre Gingras (jeudi, 6 h 40) avec ses conseils horticoles et ses chroniques consacrées à la faune et la flore.

## Cotes d'écoute
C'est bien meilleur le matin a une cote d'écoute frisant les 18 % de part de marché du grand Montréal selon BBM[réf. nécessaire]. Il est en compétition directe avec Puisqu'il faut se lever au 98,5 (animée par Paul Arcand).